# Эрдит
Эрдит —  минерал, щелочной сульфид. 

## Свойства
Формула NaFeS2 * 2H2O. Цвет медно-красный. Блеск металлический. Сингония Моноклинная. Плотность — 2.3. Цвет черты — черный.

## Место открытия
Эрдит был впервые обнаружен на Кольском полуострове.

## Происхождение названия
Назван в честь Ричарда Ерда, минералога Геологической Службы США.